# Tambja simplex
Tambja simplex is een slakkensoort uit de familie van de Polyceridae. De wetenschappelijke naam van de soort is voor het eerst geldig gepubliceerd in 1998 door Ortea & Moro.